# Музеї Ватикану

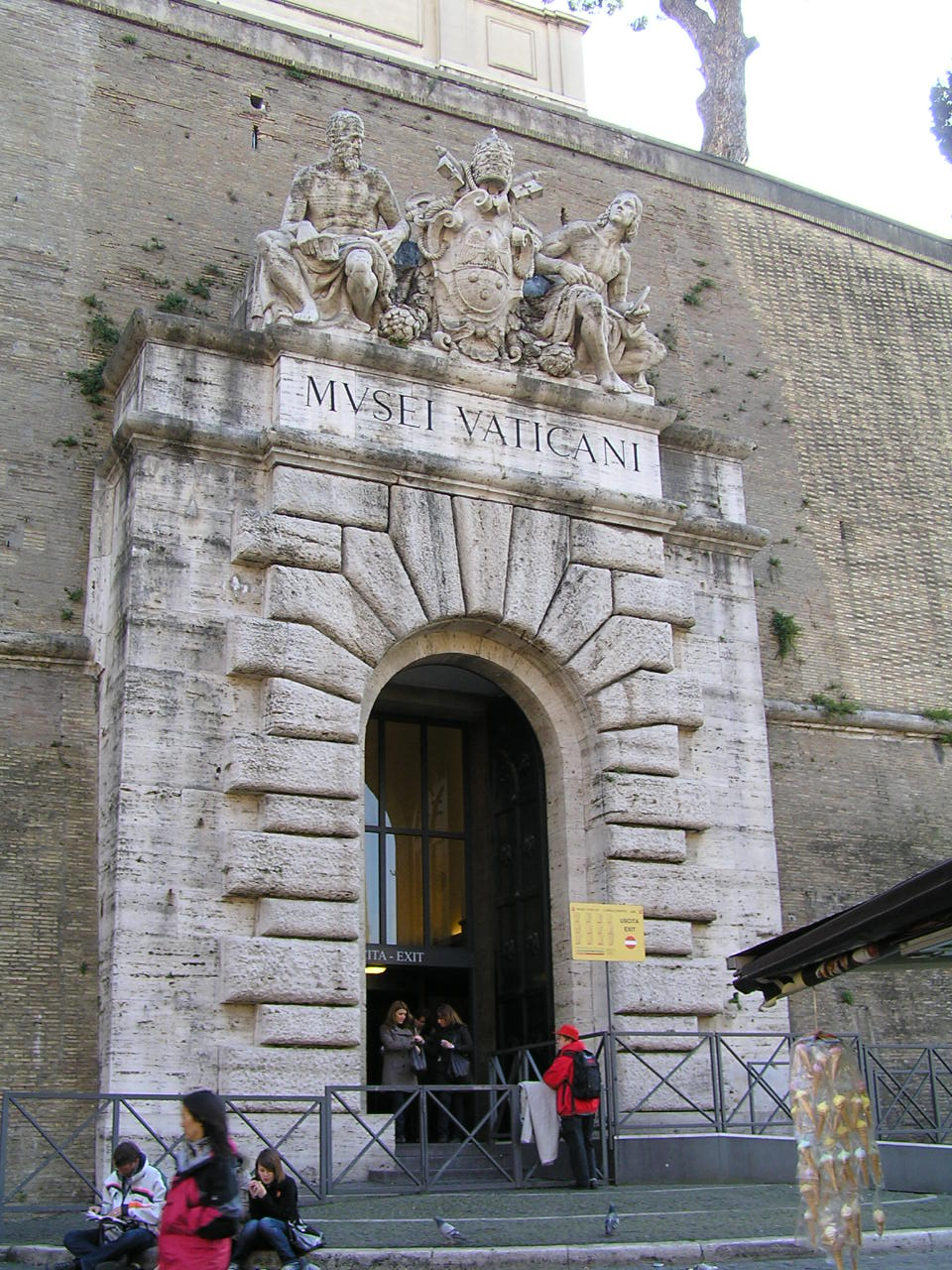
Брама Ватиканських музеїв

Ватиканські музеї (лат. Musei Vaticani) — комплекс музеїв у Римі, де зберігаються художні колекції, зібрані протягом століть Римськими Папами. Експозицію щороку оглядають близько 4 млн відвідувачів. Ватиканські музеї засновані в XVI столітті папою Юлієм II.
Ватиканські музеї займали трете місце в ТОП-20 за чисельністю відвідувань у допандемічному 2019 році за даними Theme Index and Museum Index 2022 (перше місце в ТОП-20 займав Лувр). У 2019 році Ватиканські музеї мали майже 6,9 млн відвідувань. Пандемія Covid-19 сильно вплинула на відвідування — у 2020 році кількість відвідувачів становила 1,3 млн осіб, у 2021 році — 1,6 млн. Однак, у 2022 році стан справ покращився, відбулося певне відновлення інтересу до Ватиканських музеїв, чисельність відвідувань збільшилась до 5,1 млн.

## Музеї Ватикана
| Назва                                   | Розміщення                                                 | Колекції                                                                         | Ілюстрація |
| --------------------------------------- | ---------------------------------------------------------- | -------------------------------------------------------------------------------- | ---------- |
| Григоріанський Етруський музей          | У палаці Інокентія VIII (18 залів)                         | Виставлено предмети побуту етрусків, давньогрецький посуд з некрополів етрусків. |            |
| Ватиканська бібліотека                  | - Музей релігійного мистецтва                              | Найзначніше у світі зібрання давніх рукописів.                                   |            |
| Музей Піо-Крістіано                     |                                                            | Присвячений зібранням ранньохристиянських творів мистецтва з римських катакомб.  |            |
| Ватиканська пінакотека                  | Бельведерський палац                                       | Представлений візантійський та європейський живопис XI—XIX ст.                   |            |
| Собор Святого Петра                     |                                                            |                                                                                  |            |
| Музей К'ярамонті                        | Основна частина музею К'ярамонті у Бельведері і коридорах. | Присвячений античні скульптурі                                                   |            |
| Історичний музей (Ватикан)              | виставка карет в палаці Латеран                            | Знаходиться колекція експонатів, пов'язаних з історією Ватикану.                 |            |
| Колекція сучасного церковного мистецтва | в апартаментах Борджіа та Salette Borgia                   | Галерея творів сучасного релігійного мистецтва.                                  |            |
| Етнологічний міссіонерський музей       | новий будинок в Папському палаці                           | Представлені експонати, що ілюструють релігійні культи різних країн світу.       |            |

## Музеї в папському палаці
| Назва                     | Розміщення                                          | Колекції | Ілюстрація |
| ------------------------- | --------------------------------------------------- | --- | ---------- |
| Апартаменти Борджіа       | Палац Миколи V (5 залів, спальня папи та скарбниця) | Раніше особисті апартаменти Олександра VI, розписані Пінтуріккьо, зараз знаходиться частина колекції сучасного релігійного мистецтва |            |
| Сікстинська капела        |                                                     | |            |
| Капела Нікколіна          | У вежі папи Іннокентія III (Апостольський палац)    | Особистою капела папи Миколи V, розписана Фра Беато Анджеліко, присвячена Св. Стефану і Св. Лаврентію.                               |            |
| Капела Паоліна            |                                                     | |            |
| Станце Рафаеля            |                                                     | |            |
| Галерея географічних карт |                                                     | |            |
| Галерея канделябрів       |                                                     | |            |
| Галерея Арацці            |                                                     | |            |
| Лоджія кардинала Біб'єна  |                                                     | |            |
| Зал колісниць             |                                                     | |            |

## Палац Інокентія VII
| Назва                            | Розміщення                                                    | Колекції                                                                                         | Ілюстрація |
| -------------------------------- | ------------------------------------------------------------- | ------------------------------------------------------------------------------------------------ | ---------- |
| Музей Пія-Климента               | У палаці Бельведер (8 залів), ніші дворика (Cortile Ottagono) | Заснований з метою зберігання відомих грецьких і римських творів мистецтва (скульптура, мозаїка) |            |
| Григоріанський Єгипетський музей | 9 залів                                                       | Розміщене невелике зібрання предметів єгипетського мистецтва з Риму та околиць                   |            |
| Зал К'яроскурі                   |                                                               |                                                                                                  |            |
| Лоджії Рафаеля                   |                                                               |                                                                                                  |            |

- Вежа Борджіа
- Палац Миколая V
- Лоджії двору Сан Дамазо
- Капела Урбана VIII
- Зал Дам
- Зал Богородиці
- Папські апартаменти
- Дім Святої Марти
- Зал Собєскі
- Зал Іммаколата